# 乔治·哈拉巴泽
乔治·哈拉巴泽（1997年5月11日—）生于库塔伊西，是一名格鲁吉亚男子拳击运动员。2014年，他出战南京青奥，获得男子次中量级第六名。2021年6月，他凭借奥运拳击欧洲区预选赛的表现获得同年东京奥运的资格。在奥运正赛上，他不敌乌兹别克斯坦选手Fanat Kakhramonov，止步第一轮。